# Карісімбі

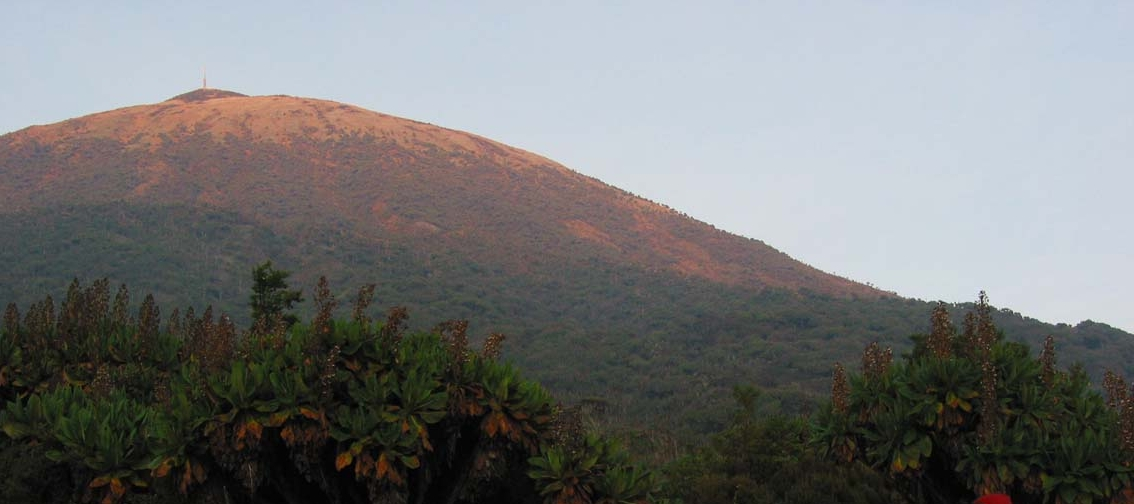
Карісімбі (2005)

1°30′ пд. ш. 29°27′ сх. д. / 1.500° пд. ш. 29.450° сх. д.
Карісі́мбі (руанд. Karisimbi) — неактивний вулкан, що належить до гір Вірунга на кордоні між Руандою та Демократичною республікою Конго. Висота вулкана 4507 м — найбільша серед восьми головних гір системи, що є частиною Великої рифтової долини. Карісімбі межує з горою Мікено на півночі, Бісоке на сході та Ньїрагонго на заході, на іншому боці Рифтової долини. Є найвищою точкою Руанди.
Імовірно, назва Карісімбі походить від слова місцевою мовою руанда, яка означає Маленька біла черепашка. Це пов'язане з білою сніговою шапкою, яку іноді можна побачити на вершині вулкана.
Між Карісімбі та Бісоке розташований науково-дослідний центр Карісоке (англ. Karisoke Research Center). Там з 1967 і до своєї смерті в 1985 році жила Дайан Фоссі, яка вивчала східних гірських горил, що мешкають лише в цій місцевості.

## Ресурси Інтернету
- Вікісховище має мультимедійні дані за темою: Карісімбі
- Karisimbi [Архівовано 14 травня 2011 у Wayback Machine.](англ.)

| Руанда | Це незавершена стаття з географії Руанди. Ви можете допомогти проєкту, виправивши або дописавши її. |